# Cono di incertezza
Il cono di incertezza (conosciuto nella letteratura tecnica come Cone of Uncertainty) descrive l'evoluzione della incertezza durante un progetto.

## Descrizione del concetto e campo di applicazione
Questo concetto è stato reso noto da una ricerca condotta dalla NASA su un campione significativo di progetti, ricerca che in sostanza asseriva che la incertezza delle stime (di durata/lavoro/costo/qualità) ha all'inizio di un progetto un fattore di incertezza uguale circa a 4. Questo significa che il lavoro (o il costo) effettivo di un progetto è statisticamente compreso in un intervallo che va da 4 volte a 1/4 della stima iniziale.
Naturalmente questo fattore può essere diverso a seconda della tipologia di progetto: più il progetto cuba in investimento e ricerca, tanto più è alto il fattore. In altre parole, l'incertezza è maggiore nei progetti che si muovono ai confini delle conoscenze e delle esperienze consolidate.
Con la durata del progetto l'incertezza si riduce in modo asintotico, raggiungendo lo 0% soltanto alla fine del progetto (per definizione). Il nome "Cono di incertezza" viene da una decrescita graduale (all'inizio più veloce, successivamente più lenta) del margine di incertezza (delimitato dalla stima più ottimista o meno costosa e quella più pessimista o più costosa).

## Conseguenze del cono di incertezza
- Le stime (durata/lavoro/costo/qualità) sono poco attendibile all'inizio del progetto
- Le stime e le pianificazioni di progetto basate su di esse devono essere riviste periodicamente
- L'incertezza può essere introdotta nelle stime e resa visibile nei piani di progetto